# جورج ر. سنودن
جورج ر. سنودن (بالإنجليزية: George R. Snowden) هو محامي أمريكي، ولد في 12 فبراير 1841 في فرانكلين في الولايات المتحدة، وتوفي في 21 أبريل 1932 في فيلادلفيا في الولايات المتحدة.